# BOE Technology
BOE Technology Group Co., Ltd. (chiń. 京东方科技集团股份有限公司) – chińskie przedsiębiorstwo elektroniczne, specjalizujące się w produkcji wyświetlaczy. Zostało założone w 1993 roku, a swoją siedzibę ma w Pekinie.
Produkty BOE znajdują zastosowanie w telefonach komórkowych, tabletach, laptopach, monitorach i innych segmentach urządzeń elektronicznych. 
BOE Technology zatrudnia ponad 65 tys. pracowników.